# Pseudochironitis stuhlmanni
Pseudochironitis stuhlmanni är en skalbaggsart som beskrevs av Hermann Julius Kolbe 1897. Pseudochironitis stuhlmanni ingår i släktet Pseudochironitis och familjen bladhorningar. Inga underarter finns listade i Catalogue of Life.